# هوتارو هازوکی
هوتارو هازوکی (انگلیسی: Hotaru Hazuki؛ زاده ۲۱ فوریهٔ ۱۹۷۰) یک بازیگر اهل ژاپن است.